# Långskär (vid Hangöby, Hangö)
Långskär är en ö i Finland. Den ligger i Skärgårdshavet och i kommunen Hangö i den ekonomiska regionen  Raseborg i landskapet Nyland, i den sydvästra delen av landet. Ön ligger omkring 120 kilometer väster om Helsingfors.
Öns area är 9,8 hektar och dess största längd är 0,5 kilometer i nord-sydlig riktning. Ön höjer sig omkring 10 meter över havsytan.